# خط آی‌آرتی ایسترن پارکوی
خط آی‌آرتی ایسترن پارکوی (انگلیسی: IRT Eastern Parkway Line) یکی از خط‌های متروی نیویورک سیتی در بخش بروکلین است.
این خط که در سال ۱۹۰۸ تأسیس شده دارای ۱۱ ایستگاه است.

## نگارخانه

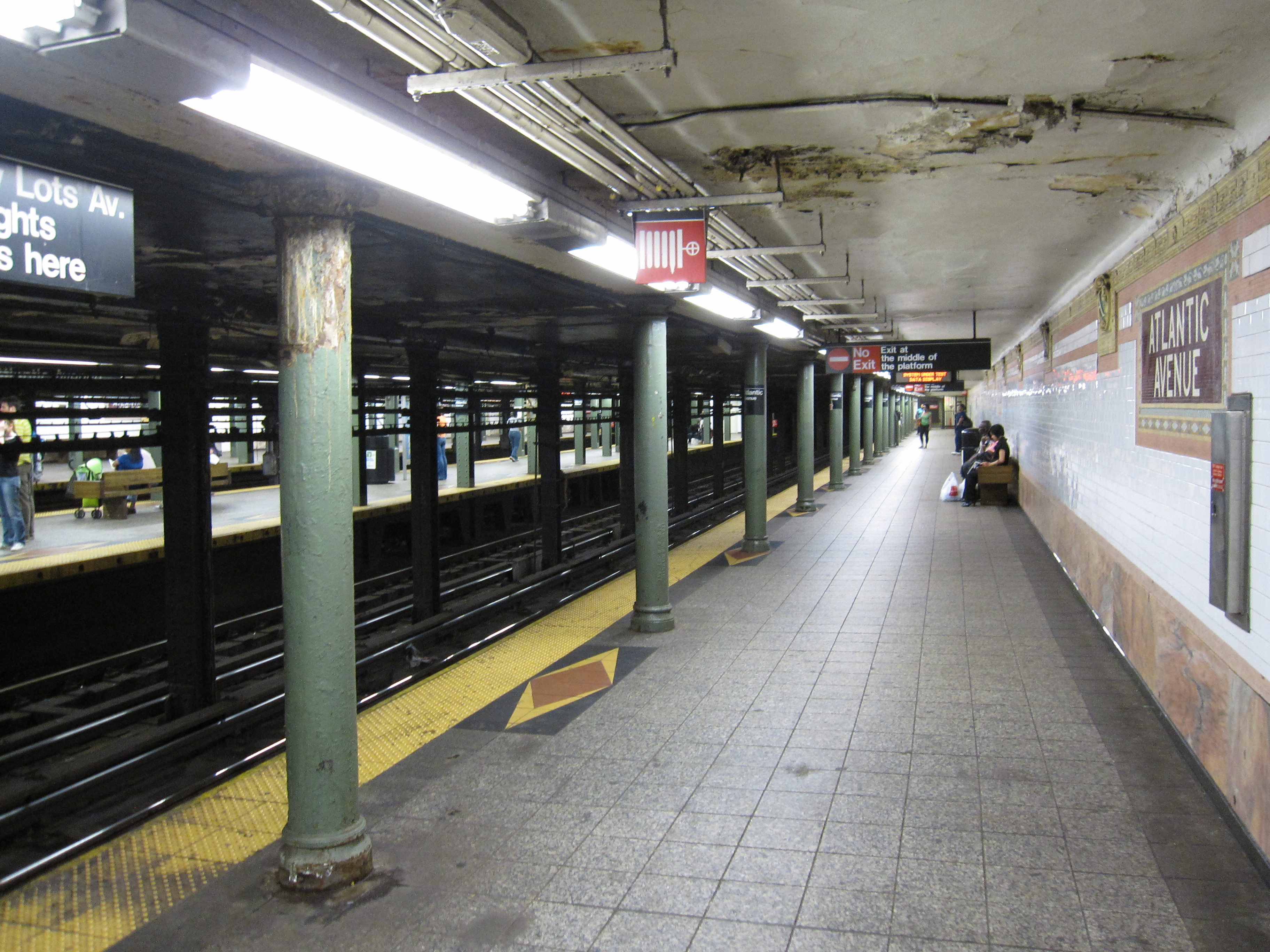
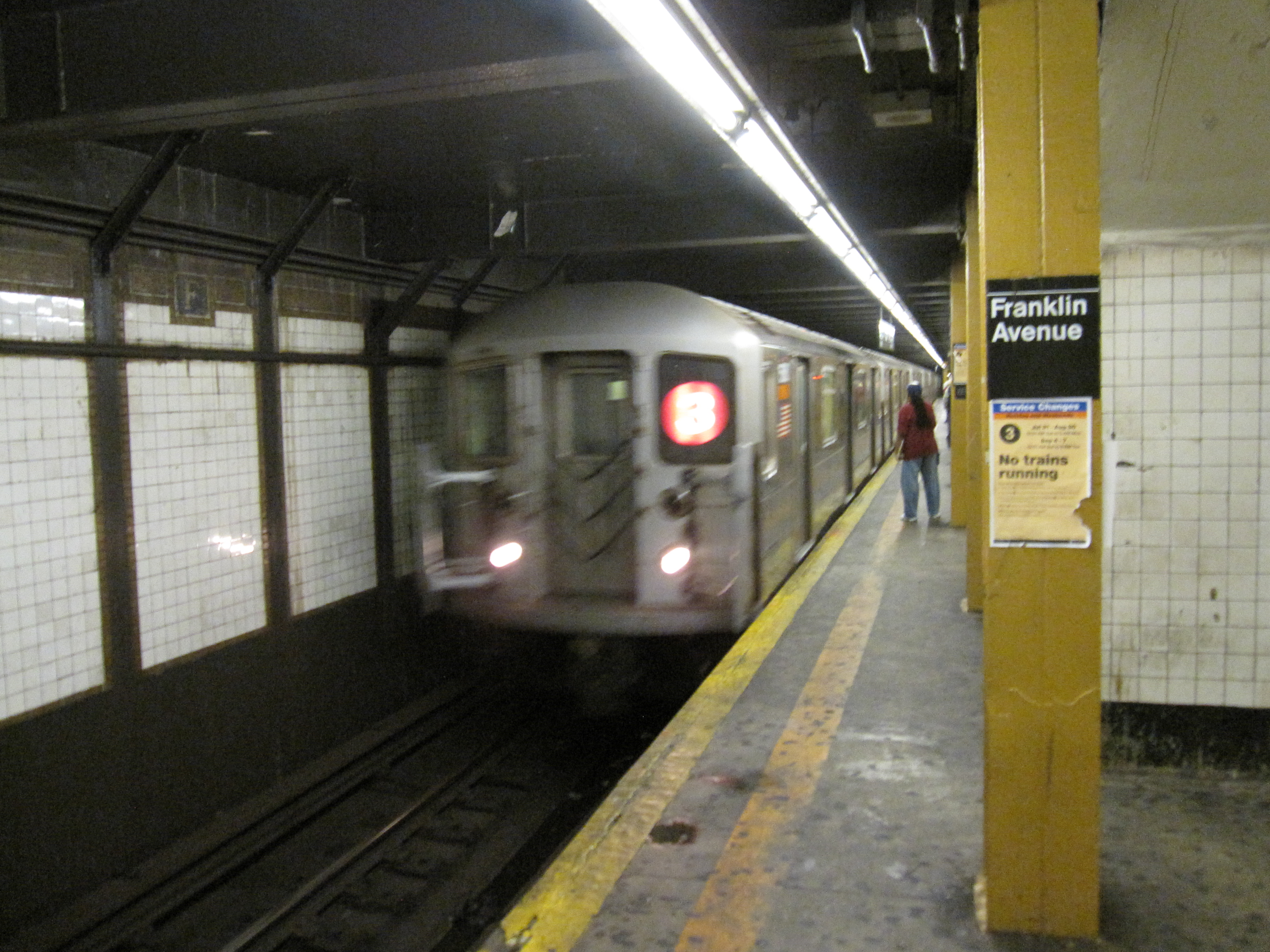
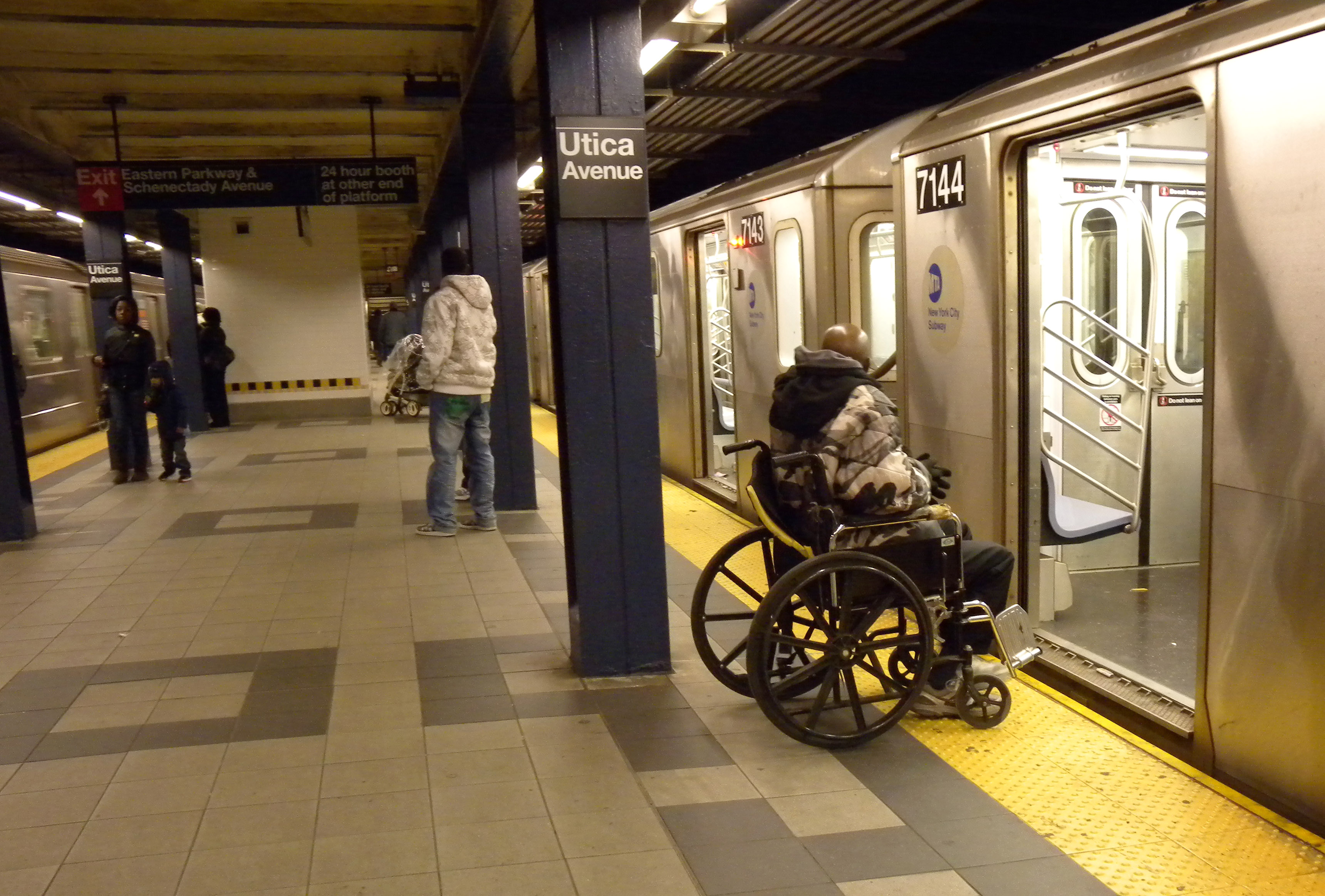